# Espace-temps (structure algébrique)
En physique mathématique, l'espace-temps peut-être modélisé par une structure d'algèbre géométrique satisfaisant la géométrie décrite par la relativité restreinte.  On parle alors d'algèbre d'espace-temps ou algèbre spatio-temporelle (Space-time algebra en anglais).
L'espace-temps contient alors des vecteurs, bivecteurs et autres multivecteurs qui peuvent être combinés les uns aux autres ainsi que transformés selon les transformations de Lorentz ou autres transformations possibles dans une algèbre géométrique (notamment les réflexions). Cette structure algébrique permet à de nombreuses équations physiques d'êtres écrites de façon particulièrement simple, tout en offrant la possibilité d'une interprétation géométrique directe.

## Définition
Dans le cadre de la relativité restreinte, la donnée d'un référentiel inertiel permet de définir quatre vecteurs {\displaystyle (\gamma _{\mu })_{\mu =0\ldots 3}} tels que :
- {\displaystyle (\gamma _{i})_{i=1\ldots 3}} forment une base orthonormée de l'espace euclidien modélisant l'espace physique de la relativité galiléenne ;
- {\displaystyle \gamma _{0}} sépare deux événements ayant lieu au même endroit mais à différents instants.

Dans cet article et conformément à l'usage courant une lettre grecque désignera un indice variant de 0 à 3 tandis qu'une lettre romaine désignera un indice variant de 1 à 3. Par ailleurs, la convention de sommation d'Einstein sera utilisée.
L'espace vectoriel engendré par {\displaystyle \gamma _{\mu }} est alors doté de la loi de multiplication suivante :
où {\displaystyle \eta _{\mu \nu }\,} est la métrique de Minkowski de signature (+ − − −).  On a en particulier : {\displaystyle -\gamma _{0}^{2}=\gamma _{1}^{2}=\gamma _{2}^{2}=\gamma _{3}^{2}=-1}
Les matrices de Dirac forment une représentation de cette algèbre mais en algèbre géométrique il n'est en général pas fait usage d'une représentation matricielle.
Les différents multivecteurs de cette algèbre sont des combinaisons linéaires :
- du scalaire unitaire {\displaystyle 1} ;
- des quatre vecteurs introduits ci-dessus {\displaystyle \gamma _{0},\gamma _{1},\gamma _{2},\gamma _{3}} ;
- de six bivecteurs {\displaystyle \gamma _{0}\gamma _{1},\,\gamma _{1}\gamma _{2},\,\gamma _{2}\gamma _{3},\,\gamma _{3}\gamma _{0},\,\gamma _{0}\gamma _{2},\,\gamma _{1}\gamma _{3}} ;
- de quatre trivecteurs {\displaystyle \gamma _{0}\gamma _{1}\gamma _{2},\,\gamma _{1}\gamma _{2}\gamma _{3},\,\gamma _{2}\gamma _{3}\gamma _{0},\,\gamma _{3}\gamma _{0}\gamma _{1}};
- du pseudo-scalaire {\displaystyle I=\gamma _{0}\gamma _{1}\gamma _{2}\gamma _{3}}

## Base duale
La base duale de {\displaystyle (\gamma _{\mu })_{\mu =0\ldots 3}} est {\displaystyle (\gamma ^{\mu })_{\mu =0\ldots 3}}. Il est facile de vérifier que :

## Gradient
Le gradient, où opérateur de dérivation vectorielle, est le produit contracté {\displaystyle \nabla =\gamma ^{\mu }\partial _{\mu }}.  Il s'agit là de l'expression sans dimension : pour écrire le gradient sous une forme dimensionnelle, il faut tenir compte du fait qu'un événement e est localisé par ses coordonnées spatio-temporelles {\displaystyle t,x^{1},x^{2},x^{3}} telles que :
{\displaystyle e=ct\gamma _{0}+x^{k}\gamma _{k}}
On a alors :
Lorsque les unités naturelles sont utilisées, il n'y a pas lieu de faire cette distinction puisqu'on a alors {\displaystyle c=1}.